# انتخابات الرئاسة التشادية 2021
انتخابات الرئاسة التشادية انتخابات عقدت في تشاد في 11 أبريل 2021. شاغل المنصب إدريس ديبي إتنو الذي خدم خمس فترات متتالية منذ الاستيلاء على السلطة في انقلاب تشاد 1990، يترشح للولاية السادسة. تم وصف ديبي بأنه استبدادي من قبل العديد من مصادر وسائل الإعلام الدولية، وأنه «راسخ بقوة». خلال الانتخابات السابقة منع مواطني تشاد من نشر مشاركات على الإنترنت، وبينما تم رفع الحظر التام المفروض على استخدام وسائل التواصل الاجتماعي في تشاد في عام 2019، لا تزال القيود قائمة.
أظهرت النتائج المؤقتة الصادرة في 19 أبريل أن الرئيس الحالي إدريس ديبي قد فاز بإعادة انتخابه بنسبة 79٪ من الأصوات. قُتل بعد ذلك بيوم في القتال.

## خلفية
في النظام الانتخابي الذي تم إدخاله في عام 1996، يتم انتخاب رئيس تشاد لولاية مدتها خمس سنوات بنظام من جولتين، مع الأغلبية المطلقة المطلوبة لمنع جولة ثانية من التصويت. في انتخابات عام 2016 قدم 23 مرشحًا طلباتهم للترشح للرئاسة بمن فيهم الرئيس الحالي إدريس ديبي، مُنع أحد أبرز أعضاء المعارضة نغارليجي يورونغار من الترشح بسبب «مخالفات إدارية». في يوم انتخابات عام 2016 تم قطع الإنترنت عبر الهاتف المحمول واتصالات الإنترنت الثابتة والرسائل النصية القصيرة. لم يتمكن العديد من مشغلي التلفزيون الأجانب من تغطية مشهد ما بعد الانتخابات، حيث لم يتم تجديد تراخيص التصوير الخاصة بهم. تمت مصادرة معدات قناة تي في موند 5 الفرنسية، واحتُجز طاقمها لعدة ساعات لتصويرهم في مركز اقتراع. في 21 أبريل 2016 زعمت اللجنة الانتخابية أن ديبي حصل على 61.56٪ من الأصوات وأن صالح كبزابو الذي احتل المركز الثاني حصل على 12.80٪. صادق المجلس الدستوري على النتائج في 4 مايو 2016، ورفض استئنافًا مشتركًا من مرشحي المعارضة على أسس فنية بأنه «لا يمكنه مراجعة الطعون المقدمة بشكل مشترك». أظهرت النتائج النهائية الصادرة عن المحكمة أن ديبي حصل على 59.92٪ من الأصوات وكيبزابو بنسبة 12.77٪.
بحسب منظمة العفو الدولية فقد انتشرت في تشاد عمليات الاحتجاز السابق للمحاكمة، والحظر الممنهج للتجمعات، ومحاولات منع التبادل الحر للمعلومات في تشاد في الفترة التي سبقت انتخابات عام 2021، ودعوا إلى إطلاق سراح النشطاء وغيرهم ممن تم اعتقالهم بتهمة "الإخلال بالنظام العام". يصر ديبي على أن جائحة كوفيد 19 والمعلومات المضللة أكثر انتشارًا، وأنه ببساطة يتخذ إجراءات صارمة ضد المعلومات الخاطئة حول الوباء. وادعى في خطاب أنه بدلاً من نشر معلومات "حقيقية ومثبتة" انخرط مستخدمو وسائل التواصل الاجتماعي في "التضليل والتلاعب، وبالتالي زرع الشك والذعر والذهان. كما أعرب عن ضرورة الدفاع عن الديمقراطية من خلال معارضتها بخطاب الكراهية والانقسام.
لاحظ مركز إفريقيا للدراسات الإستراتيجية أن الانتخابات الرئاسية «من المتوقع أن تكون مسألة احتفالية إلى حد كبير نظرًا للمساحة المحدودة للغاية للمعارضة السياسية للعمل». كتب كاتب العمود ستيفن كافيرو ملاحظة مماثلة وركز على دور الرئيس الحالي، حيث كتب في «كوارتز أفريكا»: «تشاد مثال كلاسيكي لما تبدو عليه الانتخابات في ظل الأنظمة الاستبدادية. هناك مساحة محدودة للتنافس ضد مصالح الرئيس الحالي إدريس ديبي. من لديه قبضة قوية على جميع فروع الحكومة وأصحاب المصلحة الرئيسيين الآخرين مثل وسائل الإعلام».

## التاريخ
جرت الانتخابات كما هو مخطط لها في 11 أبريل 2021.
في نفس اليوم، استولت مجموعة من المتمردين المسلحين وهي جبهة التغيير والوفاق في تشاد على حاميات في شمال تشاد. ذكرت السلطات الحكومية في 17 أبريل أنها دمرت أحد صفوف المتمردين وكانت تبحث عن المتمردين الآخرين. بعد يوم واحد توفي إدريس ديبي أثناء زيارته للقوات، بعد أن أصيب بجروح في اشتباكات مع المتمردين.

## النتائج
أظهرت النتائج المؤقتة الصادرة في 19 أبريل أن الرئيس الحالي إدريس ديبي قد فاز بإعادة انتخابه بنسبة 79.3٪ من الأصوات.